# Radio Jazz International
Radio Jazz International est une station de radio suisse centrée sur la musique jazz créée en 1997.

## Histoire
La station est créée en 1997 par Philippe Zumbrunn, et diffuse pour la première fois sur plusieurs réseaux câblés de Suisse romande à partir de juin 1999 et sur Internet en août de la même année. Sa notoriété est devenue rapidement mondiale, grâce à sa programmation très diversifiée, utilisant des enregistrements de Jazz en provenance de tous les pays du monde. En date de janvier 2016, cette Radio-Jazz comporte plus de 11.000 titres différents dans sa programmation régulière.
La radio cesse toute diffusion peu de temps après le décès de Philippe Zumbrunn, le 5 janvier 2020.